# Músculo escaleno posterior
O músculo escaleno posterior é um músculo do pescoço, Responsável pelos movimentos da coluna vertebral e ajuda na respiração.
Origem: Tubérculos posteriores dos processos transversos entre as vértebras C5 e C7
Inserção: Superfície externa da segunda costela ocasionalmente junto ao músculo escaleno Médio
Inervação: Nervos cervicais inferiores C6 a C8
Ação: Eleva a primeira e segunda costelas, dobra a coluna vertebral lateralmente

Vascularização: Artéria Cervical